# Rhizopulvinaria gracilis
Rhizopulvinaria gracilis är en insektsart som beskrevs av Canard 1967. Rhizopulvinaria gracilis ingår i släktet Rhizopulvinaria och familjen skålsköldlöss.
Artens utbredningsområde är Frankrike. Inga underarter finns listade i Catalogue of Life.